# Universidad del Tíbet para las Nacionalidades
La Universidad del Tíbet para las Nacionalidades (en chino: 西藏民族学院) es una universidad de China establecida para educar a las minorías étnicas, especialmente a las de la Región Autónoma del Tíbet. Se encuentra bajo la jurisdicción del gobierno regional del Tíbet, pero se encuentra físicamente en la ciudad de Xianyang, en la provincia de Shaanxi, cerca de la capital provincial de Xi'an.
La Universidad del Tíbet de las Nacionalidades fue establecida en 1958 como Escuela Pública Tíbet. Fue la primera universidad establecida por el gobierno de la región autónoma del Tíbet. La universidad adoptó su nombre actual en 1965.
La universidad cuenta con más de 9.400 estudiantes de tiempo completo, más de la mitad de los cuales son miembros de minorías étnicas, incluyendo los tibetanos. Tiene 1.105 miembros de la facultad. La universidad ofrece 42 licenciaturas y 20 programas de maestría.